# Памятник Юрию Гагарину (Карловы Вары)
Памятник Юрию Гагарину в Карловых Варах стал первым памятником Гагарину, установленным за пределами территории СССР.
Памятник Гагарину в Карловых Варах (ныне Чехия, на тот момент это была Чехословакия) был установлен в 1975 году, открытие памятника состоялось 11 мая.
Памятник находится на подъезде к Карловарскому международному аэропорту.
Координаты расположения памятника: 50°12'4.475"N, 12°54'47.328"E
Первоначально памятник был установлен в другом месте, он находился в центре города Карловы Вары перед Гейзерной колоннадой имени Юрия Гагарина. Перенос скульптуры на нынешнее местоположение был произведён в 1992 году.
Авторы памятника супруги скульпторы Антонин Кухарж и Гизела Зубова-Кухаржова.
Памятник Гагарину в Карловых Варах был единственным памятником первому космонавту в Чехословакии, ныне он также является единственным памятником Гагарину в Чехии. Монумент был установлен здесь в связи с тем, что Гагарин уже после своего космического полёта, в 1966 году, приезжал на отдых в Карловы Вары.
Во время его визита в Чехословакию главой этой страны ему было присвоено звание Героя Чехословакии.
Ныне в памятные даты к памятнику Гагарину в Карловых Варах возлагаются цветы представителями Генерального Консульства РФ в Чехии.

## Описание памятника
Памятник представляет собой полноростовую  скульптуру Юрия Гагарина высотой 3 метра 20 сантиметров, выполненную из бронзы. Гагарин  изображён на памятнике в скафандре, в котором он совершил свой полёт, при этом  шлем с его головы снят. Правая рука Гагарина поднята в приветственном жесте.
Скульптура помещена на белый постамент, на котором находится золотистая табличка с именем космонавта.